# Viana del Bollo (parroquia)
Viana del Bollo (llamada oficialmente Santa María de Viana do Bolo) es una parroquia y una villa del municipio español de Viana del Bollo, en la provincia de Orense, Galicia.

## Toponimia
La parroquia también es conocida por el nombre de Santa María de Viana del Bollo.

## Organización territorial
La parroquia está formada por una entidad de población:
- Viana do Bolo

## Demografía
Gráfica demográfica de la villa y parroquia de Viana del Bollo según el INE español:
| Gráfica de evolución demográfica de Viana del Bollo entre 2000 y 2023 |
|                                                                       |
| Datos según el nomenclátor publicado por el INE.                      |